# Richard Deming
Pour les articles homonymes, voir Deming.
Richard Deming, né le 25 avril 1915 à Des Moines dans l’Iowa et mort le 5 septembre 1983 à Ventura en Californie, est un écrivain américain de littérature policière.

## Biographie
Après des études universitaires à l’université Washington de Saint-Louis et dans l’Iowa, Richard Deming obtient une maîtrise en lettres. Après la Seconde Guerre mondiale dont il revient avec le grade de capitaine, il travaille pour la Croix-Rouge américaine de 1945 à 1950 tout en écrivant des nouvelles pour les pulps puis pour Manhunt, Hitchcock magazine, Ellery Queen's Mystery Magazine et The Saint magazine. Auteur prolifique, il écrit plus de 600 nouvelles sous son nom ou sous un de ses nombreux pseudonymes.
Il publie son premier roman noir The Gallows in my Garden en 1952. Il y crée le personnage de Manvile « Manny » Moon, détective privé qui a la particularité d’avoir une jambe artificielle. Il apparaît également dans Tweak the Devil’s Nose et dans les nouvelles The Blood Oath et The Man who Chose the Devil. Dans Vice Cop, il crée Mateusz Rudpwski, policier de la brigade des mœurs dans la ville imaginaire de Santa Cecilia en Californie, héros de trois romans.
Avec The Case of the Courteous Killer, il reprend les personnages de la série télévisée Dragnet. Après cette première novélisation, il se spécialise dans ce genre avec sept autres de la série télévisée The Mod Squad entre 1968 et 1970. Il continue dans ce genre avec d’autres novélisations inspirées de Drôles de dames qu’il signe Max Franklin.
Il sert également de nègre pour Brett Halliday et Ellery Queen et écrit pour la jeunesse sous les noms maison de Franklin W Dixon pour la série The Hardy Boys ou Jack Lancer pour la série Chris Cool. Il utilise également le pseudonyme de Nick Marino pour signer le second roman mettant en scène Mike Macauley : City Limits (1958). « Ce dernier roman a été en fait écrit par Richard Deming à partir d'un canevas de Will Oursler ».
Entre 1952 et 1965, il écrit quelques histoires et scénarios pour des séries télévisées. En 1976, il membre du comité directeur des Mystery Writers of America.

## Œuvre
- The Gallows in my Garden (1952)
- Tweak the Devil’s Nose (1953), (autre titre : Hand Picked to Die)
- Justice has no Sword (1953)
- Whistle Past the Graveyard (1954), (autre titre : Give the Girl a Gun)
- Hell Street (1954)
- Case Histories from the Popular Television Series (1957)
- Dragnet (1957)
- The Case of the Courteous Killer (1958)
- Juvenile Delinquent (1958)
- City Limits (1958), signé Nick Marino
- Fall Girl (1959), (autre titre : Walk a Crooked Mile)
- The Case of the Crime King (1959)
- Kiss and Kill (1960)
- Edge of the Law (1960)
- Hit and Run (1960)
- American Spies (1960)
- Vice Cop (1961)
- This is my Night (1961)
- Body for Sale (1962)
- The Careful Man (1962)
- Death Spins the Platter (1962), signé du nom maison Ellery Queen
- Wife or Death (1963), signé du nom maison Ellery Queen
- She’ll Hate me Tomorrow (1963)
- Anything but Saintly (1963)
- Famous Investigators (1963)
- Death of a Pusher (1964)
- This Game of Murder (1964)
- The Copper Frame (1965), signé du nom maison Ellery Queen
- Shoot the Scene (1966), signé du nom maison Ellery Queen
- Losers, Weepers (1966), signé du nom maison Ellery Queen
- Why so Dead ? (1966), signé du nom maison Ellery Queen
- How Goes the Murder ? (1967), signé du nom maison Ellery Queen
- Which Way to Die ? (1967), signé du nom maison Ellery Queen
- What in the Dark ? (1967), signé du nom maison Ellery Queen
- The Police Lab at Work (1967)
- The Greek God Affair (1968)
- A Groovy Way to Die (1968)
- Sock-It-To-Em-Murders (1968)
- Spy-In (1969)
- Trial by Fury, (1969), signé Jack Lancer
- The Hit (1970)
- Man and Society : Criminal Law at Work (1970)
- The Black Hearts Murder (1970), signé du nom maison Ellery Queen
- What the Matter with Helen ? (1971)
- The Shadowed Porch (1972), signé Emily Moor
- Man Against Man : Civil Law at Work (1972)
- Vida (1972)
- Sleep : our Unknown Life (1972)
- Man and the World: International Law at Work (1974)
- Death Spins the Platter (1975)
- Women the New Criminals (1977)
- The Last of the Cowboys (1977)
- Charlie’s Angels (1977), signé Max Franklin
- The Paralegal : A New Career (1980)
- The Vanishing Thieves (1980) signé Franklin W Dixon
- Deepwater Showdown (1983), signé Halsey Clark
- Depths of Danger (1983), signé Halsey Clark
- Supersub (1983), signé Halsey Clark
- Grand Finale (1983), signé Halsey Clark
- Pacific Standoff (1984), signé Halsey Clark